# Kopachi
Kopachi (Копачі en ucraniano) fue una localidad ucraniana localizada cerca de Chernóbil. Tras el accidente de 1986, la localidad fue contaminada y posteriormente evacuada permaneciendo así desde entonces.
Tras la evacuación de Kopachi, las autoridades (como experimento) destruyeron los hogares y los enterraron a continuación siendo esta la única localidad que tuvo tal destino como resultado de la catástrofe.
La única pista que demuestra la ubicación de la población hoy en día es, una serie de montículos que identifica a una casa, la cual es identificada con la señal del símbolo internacional de radiación.
La localidad estaba localizada justo al suroeste de la cuenca del río Prípiat.